# Abu-l-Fadl al-Abbàs ibn al-Hussayn aix-Xirazí
Abu-l-Fadl al-Abbàs ibn al-Hussayn aix-Xirazí o, més senzillament, al-Abbàs ibn al-Hussayn, fou un polític buwàyhida de l'Iraq.
Era cap del diwan de les despeses quan va morir el visir al-Muhal·labí i el buwàyhida Muïzz-ad-Dawla el va nomenar al seu lloc conjuntament amb Ibn Fassanjas, però sense portar el títol (963). Mort Muïzz-ad-Dawla (967) el seu fill i successor Bakhtiyar el va nomenar visir amb títol i va reprimir la revolta d'un fill de Muïzz-ad-Dawla.
L'hostilitat del camarlenc Subuktekin, les dificultats financeres i les intrigues d'Ibn Fassanjas van provocar la seva destitució i empresonament el 359 de l'hègira (969/970), però el fracàs en el govern d'Ibn Fassanjas el va alliberar (971) i fou nomenat altre cop visir. Ibn Fassanjas fou eliminat definitivament. Aviat es va enemistar amb el conseller de palau Ibn Baqiyya i el 973, arran d'un complot, fou detingut i Ibn Baqiyya nomenat visir. Posat sota arrest domiciliari a Kufa hi va morir poc després probablement enverinat.